# Zagrzewo
Zagrzewo (deutsch Sagsau) ist ein Dorf in der polnischen Woiwodschaft Ermland-Masuren. Es gehört zur Gmina Nidzica (Stadt- und Landgemeinde Neidenburg) im Powiat Nidzicki (Kreis Neidenburg).

## Geographische Lage
Zagrzewo liegt in der südwestlichen Mitte der Woiwodschaft Ermland-Masuren, sechs Kilometer südöstlich der Kreisstadt Nidzica (deutsch Neidenburg).

## Geschichte

### Ort
Der 1484 gegründete Ort Sagsen (nach 1875 Sagsau genannt) fand seine Bedeutung aufgrund eines großen Gutes, das das Aussehen und auch das Leben im Dorf bestimmte. 1874 wurde das Gutsdorf in den neu errichteten Amtsbezirk Kandien (polnisch Kanigowo) eingegliedert, der zum ostpreußischen Kreis Neidenburg gehörte. Im Jahre 1910 zählte der Gutsbezirk Sagsau 167 Einwohner.
Aufgrund der Bestimmungen des Versailler Vertrags stimmte die Bevölkerung in den Volksabstimmungen in Ost- und Westpreußen am 11. Juli 1920 über die weitere staatliche Zugehörigkeit zu Ostpreußen (und damit zu Deutschland) oder den Anschluss an Polen ab. In Sagsau stimmten 80 Einwohner für den Verbleib bei Ostpreußen, auf Polen entfiel eine Stimme.
Am 30. September 1928 wurde der Gutsbezirk Sagsau in die Landgemeinde Schimiontken (polnisch Siemiątki) eingegliedert, die gleich danach – am 20. Oktober 1928 – in „Sagsau“ umbenannt wurde. 1933 zählte sie insgesamt 217 Einwohner, 1939 waren es 247.
In Kriegsfolge wurde Sagsau 1945 mit dem gesamten südlichen Ostpreußen an Polen überstellt. Das Dorf erhielt die polnische Namensform „Zagrzewo“, und der 1928 eingemeindete Ortsteil Schimiontken erhielt als „Siemiątki“ wieder eine Eigenständigkeit. Zagrzewo ist heute eine Siedlung (polnisch Osada) mit dem Sitz eines Schulzenamtes (polnisch Sołectwo) und eine Ortschaft im Verbund der Stadt-und-Land-Gemeinde Nidzica im Powiat Nidzicki, bis 1998 der Woiwodschaft Olsztyn, seither der Woiwodschaft Ermland-Masuren zugehörig.

### Gut
Das Gut Sagsau befand sich bis 1945 im Eigentum der Familie Franckenstein und umfasste einen Landbesitz von 830 Hektar und eine Brennerei.
Das beeindruckende Gutshaus stammte aus dem beginnenden 20. Jahrhundert. Es hat einen ellipsenförmigen Vorbau im Stil des Neobarock und entsprechenden Verzierungen. Im Parterre und in den Mansarden gibt es Rundbogenfenster.
Der Gutspark entstand ebenfalls Anfang des 20. Jahrhunderts nach Plänen von Ernst Larass, dem Sohn des bekannten Gartenarchitekten Johann Larass. Er hat seinen alten Zustand mit einem artenreichen Baumbestand behalten. Ein besonderer Ahornbaum gilt als Naturdenkmal.
Gutshaus, Park und die großzügigen Wirtschaftsanlagen haben die Zeit bis heute gut überstanden.

## Kirche
Bis 1945 war Sagsau in die evangelische Kirche Kandien in der Kirchenprovinz Ostpreußen der Kirche der Altpreußischen Union sowie in die römisch-katholische Katholische Pfarrkirche Neidenburg im Bistum Ermland eingegliedert.
Heute besteht in Zagrzewo eine eigene römisch-katholische Gemeinde. Sie ist eine Filialgemeinde der Pfarrei Kanigowo (Kandien) im Erzbistum Ermland. Die evangelischen Einwohner orientieren sich zur Heilig-Kreuz-Kirche Nidzica in der Diözese Masuren der Evangelisch-Augsburgischen Kirche in Polen.

## Verkehr
Zagrzewo liegt an einer Nebenstraße, die bei Grzegórzki (Gregersdorf) von der Woiwodschaftsstraße 604 abzweigt und über Piotrowice (Piotrowitz, 1938 bis 1945 Alt Petersdorf) bis nach Kanigowo (Kandien) führt. Die nächste Bahnstation ist Nidzica an der Bahnstrecke Działdowo–Olsztyn (deutsch Soldau–Allenstein).

## Persönlichkeit

### Mit dem Ort verbunden
- Paul Joseph Malachow von Malachowski (1713–1775), preußischer Generalleutnant und erster preußischer Stadtkommandant von Bromberg, heiratete 1741 die aus Sagsau gebürtige Christiane Sophia Jung von Jungenfels